# المدرسة البريطانية الدولية (غزة)
المدرسة البريطانية الدولية في غزة (بالإنجليزية: British International School in Gaza)‏ هي مدرسة دولية خاصة تعتمد التعليم المختلط تقع في غزة، فلسطين. تأسست في سبتمبر 2016.

## وصلات خارجية
- موقع المدرسة.